# 금융법
금융법 또는 재정법(financial law)은 상업 은행, 자본 시장, 보험, 파생 상품 및 투자 관리 부문의 법률 및 규정이다. 금융법을 이해하는 것은 은행 및 금융 규제의 창설과 형성뿐만 아니라 금융 전반에 대한 법적 틀을 이해하는 데 중요하다. 금융법은 상법의 상당 부분, 특히 세계 경제의 상당 부분을 구성하며 법적 청구 금액은 금융 거래와 관련된 건전하고 명확한 법적 정책에 따라 달라진다. 따라서 금융산업법으로서의 금융법은 공법과 사법의 문제를 모두 포함한다. 배상이나 초과인월과 같은 거래 및 구조의 법적 의미를 이해하는 것은 금융 거래에 미치는 영향을 이해하는 데 중요하다. 이것이 금융법의 핵심이다. 따라서 금융법은 주로 금융 거래, 금융 시장 및 그 참가자에 초점을 맞춤으로써 상법이나 회사법보다 더 좁은 구별을 그린다. 예를 들어, 상품 판매는 상법의 일부일 수 있지만 금융법은 아니다. 금융법은 세 가지 중요한 방법 또는 법 형성의 기둥으로 구성되고 금융에서 널리 퍼져 있는 다양한 금융 위치를 형성하는 다섯 가지 거래 사일로로 분류되는 것으로 이해될 수 있다.
금융규제는 금융시장의 지침, 틀, 참여규칙, 안정성 및 소비자 보호를 규정하는 반면, 금융법은 규제법을 포함하여 금융의 모든 측면에 관한 법률을 기술한다는 점에서 금융법과 구별될 수 있다. (금융 규제가 해당 법률의 한 측면을 형성하는 당사자 행동을 포함)
금융법은 법률 형성의 세 가지 기둥으로 구성되는 것으로 이해되며, 이는 법률이 금융 시스템 및 금융 거래 전반과 상호 작용하는 운영 메커니즘 역할을 한다. 이 세 가지 구성 요소는 시장 관행, 판례법 및 규제이다. 금융 시장이 작동하는 틀을 설정하기 위해 공동으로 노력한다. 2007~2008년 금융 위기 이후 규제가 다시 부활했지만, 판례법과 시장 관행의 역할은 과소평가될 수 없다. 더욱이, 규제는 입법 관행을 통해 공식화되는 경우가 많다. 시장 규범과 판례법은 현재 금융 시스템의 주요 설계자 역할을 하며 시장이 의존하는 기둥을 제공한다. 강력한 시장에서는 자율 규제와 관습뿐 아니라 상업적으로 활용되는 판례법을 모두 활용할 수 있는 능력이 중요하다. 이는 규제에 추가되어야 한다. 세 가지 기둥의 부적절한 균형은 시장의 불안정성과 경직성을 초래하여 비유동성을 야기할 가능성이 높다. 예를 들어, 1997년 포츠 QC 오피니언(Potts QC Opinion)의 연성법칙은 파생상품 시장을 재편하고 파생상품의 확산을 도왔다. 이 세 가지 기둥은 금융법이 의존하는 여러 법적 개념, 특히 법인격, 상계 및 지불에 의해 뒷받침된다. 이를 통해 법학자들은 금융 상품 및 금융 시장 구조를 5개의 법적 사일로로 분류할 수 있다. 이는 (1) 단순 포지션, (2) 펀드 포지션, (3) 자산 담보 포지션, (4) 순 포지션, (5) 결합 포지션이다. 이는 학자인 조안나 벤자민(Joanna Benjamin)이 법에 따른 처리의 공통 기반을 기반으로 거래 구조의 다양한 그룹 간의 차이점을 강조하기 위해 사용된다. 다섯 가지 포지션 유형은 금융에 사용되는 수단(예: 보증채무 또는 자산유동화증권)의 법적 처리 및 해당 제약을 이해하기 위한 프레임워크로 사용된다.